# Баборув (гміна)
Гміна Баборув (пол. Gmina Baborów) — місько-сільська гміна у південно-західній Польщі. Належить до Ґлубчицького повіту Опольського воєводства.
Станом на 31 грудня 2011 у гміні проживало 6276 осіб.

## Територія
Згідно з даними за 2007 рік площа гміни становила 116.97 км², у тому числі:
- орні землі: 89.00%
- ліси: 3.00%

Таким чином, площа гміни становить 17.38% площі повіту.

## Населення
Станом на 31 грудня 2011:
| Опис     | Загалом | Загалом | Чоловіки | Чоловіки | Жінки | Жінки |
| -------- | ------- | ------- | -------- | -------- | ----- | ----- |
| одиниця  | осіб    | %       | осіб     | %        | осіб  | %     |
| все      | 6276    | 100     | 3121     | 49.73    | 3155  | 50.27 |
| міське   | 3072    | 100     | 1495     | 48.67    | 1577  | 51.33 |
| сільське | 3204    | 100     | 1626     | 50.75    | 1578  | 49.25 |

## Сусідні гміни
Гміна Баборув межує з такими гмінами: Ґлубчице, Кетш, Павловічкі, Петровіце-Вельке, Польська Церекев, Рудник.